# نجم‌آباد (گناباد)
نجم‌آباد یکی از روستاهای شهرستان گناباد در استان خراسان رضوی است که در کیلومتر ۲۰ جاده گناباد - قائن و در کنار جاده آسفالته اصلی (سنتو) قرار دارد.

## جمعیت
این روستا در دهستان کاخک قرار داشته و براساس سرشماری سال ۱۳۸۵جمعیت آن ۱۱۲نفر (۳۹خانوار) بوده‌است.

## آب و هوا
نجم آباد دارای آب و هوای کویری است. خشکسالی‌های اخیر مشکلاتی ایجاد کرده‌است. آب این روستا از قنات تأمین می‌شود که علی‌رغم خشکسالی‌های اخیر از آب آن کاسته نشده‌است فقط شور است.

## دیدنی‌ها
- آب‌انبار مظفرالسلطان که آب آن در قدیم از آب باران تأمین می‌شده‌است و در حال حاضر با کمک تانکر و باز هم از آب باران تأمین می‌شود. برای رسیدن به شیر آب باید ۴۲ پله را به طرف پایین طی کنید. در حیبن رسیدن به سمت شیر و حرکت در دالان سرازیر احساس خنکی می‌کنید و بوی رطوبت و نم را به‌طور کامل حس می‌کنید.
- مخزن آب انبار (نمای کناری): این سرپوش مخروطی مخزن در تابستان به خنک نگه داشتن آب کمک زیادی می‌کند. قسمت اصلی مخزن در دل زمین قرار دارد و بسیار بزرگ است به‌طوری‌که ظرفیت آب آن در حدود ۷۲ تانکر ۱۸ هزار لیتری است. به علت پوشیده بودن و تاریکی حاصل از آن و فشار آب این آب به شدت خوش طعم و گوارا و عاری از هرگونه آلودگی است.
- مسجد جامع قدیمی روستا
- برج قدیمی روستا که در حال حاضر جز خرابه‌ای از آن باقی نیست. از این برج در قدیم برای نگهبانی از روستا استفاده می‌شده‌است ولی با گذشت زمان و منسوخ شدن شیوه‌های قدیمی این برج به این صورت در آمده‌است. در گویش محلی روستائیان به در قلعه معروف است.
- یادمان شهید  محمد حسین علی حسینی نجم آبادی  در بالای تپه پشت قلعه

یکی دیگر از نقاط دیدنی این روستا هدوک آن بود که متأسفانه بر اثر بی مبالاتی اهالی روستا تخریب گردید.این روستا دارای قناتی با آب شور است که فقط جهت مصارف کشاورزی و هم چنین شستشو استفاده می گردد . قدمت این قنات بیش از چند  صد سال است .

## تصاویر

آب‌انبار مظفرالسلطان
مخزن آب انبار
سردر ورودی گذاشته شده توسط واقف
مسجد جامع
برج قدیمی روستا